# Cronce
 Cronce  es una población y comuna francesa, situada en la región de Auvernia, departamento de Alto Loira, en el distrito de Brioude y cantón de Pinols.

## Demografía
| 149 | 119 | 110 | 114 | 110 | 100 |
| Para los censos de 1962 a 1999 la población legal corresponde a la población sin duplicidades (Fuente: INSEE [Consultar]) |     |     |     |     |     |